# Liste der Baudenkmäler in Neubiberg

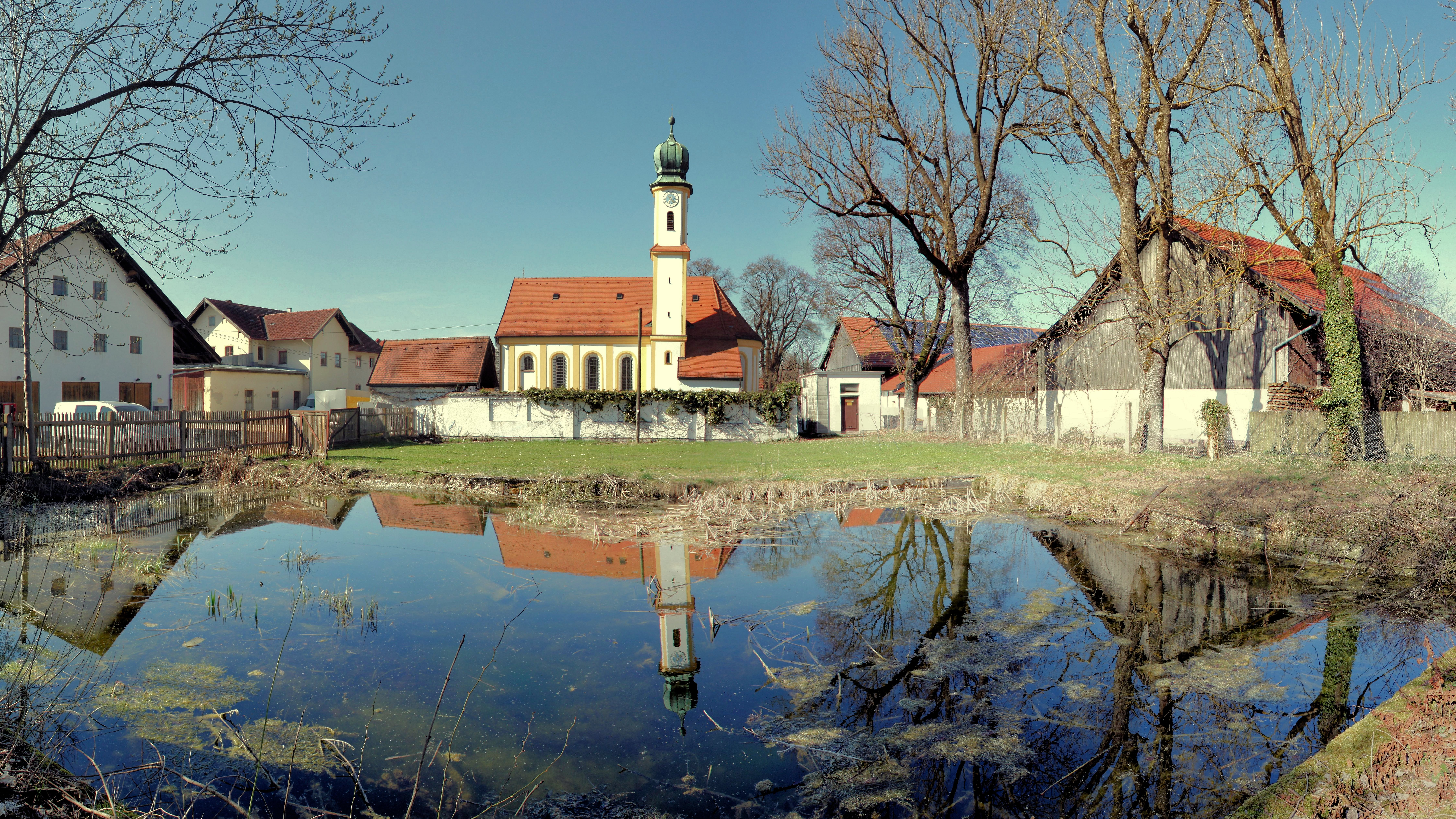
Dorfmitte von Unterbiberg

Auf dieser Seite sind die Baudenkmäler in der oberbayerischen Gemeinde Neubiberg zusammengestellt. Diese Tabelle ist eine Teilliste der Liste der Baudenkmäler in Bayern. Grundlage ist die Bayerische Denkmalliste, die auf Basis des Bayerischen Denkmalschutzgesetzes vom 1. Oktober 1973 erstmals erstellt wurde und seither durch das Bayerische Landesamt für Denkmalpflege geführt wird. Die folgenden Angaben ersetzen nicht die rechtsverbindliche Auskunft der Denkmalschutzbehörde.

## Baudenkmäler nach Ortsteilen

### Neubiberg
| Lage                      | Objekt                  | Beschreibung | Akten-Nr.    | Bild           |
| ------------------------- | ----------------------- | --- | ------------ | -------------- |
| Hauptstraße 36 (Standort) | Maria Rosenkranzkönigin | Katholische Pfarrkirche, einschiffige Wandpfeilerkirche mit eingezogenem quadratischem Chor und Chorflankenturm, 1928 in sachlich-modernen Formen erbaut, 1968/69 erweitert        | D-1-84-146-1 | weitere Bilder |
| Hauptstraße 36 (Standort) | Maria im Walde          | Ehemalige Katholische Kapelle, jetzt Kriegergedächtnisstätte, einschiffiger Putzbau mit geradem Chorschluss und Dachreiter, begonnen um 1914, vollendet nach Bauunterbrechung 1921 | D-1-84-146-2 | weitere Bilder |

### Unterbiberg
| Lage                                | Objekt                                      | Beschreibung | Akten-Nr.     | Bild           |
| ----------------------------------- | ------------------------------------------- | --- | ------------- | -------------- |
| Kanzlerstraße 2 (Standort)          | Ehemaliges Bauernhaus, sogenannt Beim Bamer | Breiter erdgeschossiger Einfirsthof mit Satteldach, 3. Viertel 19. Jahrhundert | D-1-84-146-4  | weitere Bilder |
| Werner-Heisenberg-Weg 39 (Standort) | Zwei ehemalige Flugzeughangars              | Jeweils dreischiffige Anlage mit parallelen Segmentbogentonnen in Zollinger-Bauweise als Holzkonstruktion, breites Mittelschiff gegenüber den Seitenschiffen erhöht, nach Süden große Flugzeugtore. Von Franz Defregger und Landbauamt München, 1933/1934 | D-1-84-146-9  | weitere Bilder |
| Werner-Heisenberg-Weg 39 (Standort) | Figur des Zeus                              | Skulptur von Elmar Dietz, 1958; ursprünglich im Unterrichtsgebäude der Prinz-Eugen-Kaserne in München aufgestellt. | D-1-84-146-17 | BW             |
| Nähe Zwergerstraße (Standort)       | Steinkreuz, eventuell Sühnekreuz            | Tatzenkreuz aus Tuffstein, angeblich aus dem Jahr 1524 | D-1-84-146-6  | weitere Bilder |
| Zwergerstraße 2 (Standort)          | Ehemaliger Gutshof, sogenannt Beim Moar     | Zweigeschossige Einfirstanlage mit sehr langem Stalltrakt, Wohnteil mit Putzgliederungen und Eisenbalkon im Westen, 1892 | D-1-84-146-5  | weitere Bilder |
| Zwergerstraße 6 (Standort)          | Katholische Filialkirche St. Georg          | Barocker Saalbau mit eingezogener Apsis, Zwiebelturm an der Südseite und angefügter Sakristei, ab 1725 von Philipp Jakob Zwerger wohl auf älterer Grundlage errichtet, 1734 von Michael Pröbstl fertiggestellt; mit Ausstattung Friedhofsmauer, massiv    | D-1-84-146-3  | weitere Bilder |